# Porcile (opera teatrale)
Porcile è un'opera teatrale di Pier Paolo Pasolini.

## Trama
L'opera è ambientata interamente a Godesberg, città della Germania nei pressi di Bonn, nell'estate del 1967.

### I episodio
Julian, giovane di 25 anni, è corteggiato da Ida, di 17, una ragazza che sembra cercare nell'impegno politico una sorta di senso della vita. Julian è figlio di un ricco possidente e non ricambia l'amore della donna, anzi la sbeffeggia.

### II episodio
Indeciso, di animo leggero sulle cose, Julian non si sente partecipe dei tumulti di Ida e non vuole impegnarsi nelle manifestazioni alle quali la giovane gli propone di presenziare. Ella è infatti in partenza per Berlino, dove si svolgerà una marcia per la pace.

### III episodio
Il padre e la madre dialogano sul rapporto che lega Ida al figlio Julian: vedono in lui una strana accidia, ma al contempo si chiedono se il figlio sia un rivoluzionario contro i genitori stessi. Forse Julian li prefigura come dei maiali, alla maniera in cui li avrebbe dipinti George Grosz: sporchi, grassi e laidi.

### IV episodio
Ida torna da Berlino e parla con Julian: il ragazzo è sempre disinteressato all'attivismo di lei e continua a beffarsi dei suoi sentimenti.

### V episodio
Julian ha una strana paralisi che lo blocca a letto, paragonato dalla madre, che ha un colloquio con Ida, a San Sebastiano.

### VI episodio
Hans-Guenter si presenta dal padre e, dopo una disquisizione sullo stato di salute di Julian, rivela che il signor Herdhitze, imprenditore avversario di Klotz stesso, altri non è che Hirt, vecchio compagno di studi del padre che ha subito, per scampare al riconoscimento dopo il suo servilismo al regime nazista, una plastica facciale che gli ha cambiato i connotati. Herdhitze, vecchio assassino nazista, ha come testimone dei suoi misfatti un certo Ding, che ha confessato tutte le malefatte dell'uomo. Ding stesso, che ha cambiato nel frattempo il nome in Clausberg, lavora nella riserva di Klotz come bracciante. Un servo introduce Herdhitze in casa.

### VII episodio
Herdhitze e Klotz hanno un lungo colloquio alla fine del quale si accordano per unire le proprie aziende sotto un unico nome. L'intero dialogo è permeato di sinistre allusioni agli ebrei come a dei maiali. Ricordando un vecchio episodio con protagonista Julian, Herdhitze spiega a Klotz di come suo figlio fosse solito appartarsi nei porcili passando del tempo con i maiali. La rivelazione di zooerastia di Julian è appena accennata in quanto Klotz interrompe Herdhitze.

### VIII episodio
Julian si riprende dal suo stato catatonico ed Ida lo affronta per rivelargli che, ormai innamorata di un altro, non lo corteggerà più. Il ragazzo non ne è turbato e le dà il suo addio. Julian sa che non può amare, perché già ama qualcun altro, ed è conscio che il suo affetto è spostato verso altro che non sia uomo né donna.

### IX episodio
Klotz ed Herdhitze festeggiano, come due maiali, la fusione delle rispettive imprese.

### X episodio
Julian incontra Spinoza, il filosofo morto da più di duecento anni, come in un sogno. Spinoza è presente poiché egli è un filosofo che si è appellato alla ragione ed è di estrazione borghese come Julian: lo spirito avverte il ragazzo che, richiamando a sé la ragione, potrà vincere l'impeto degli affetti e liberarsi dal suo amore per i maiali, conducendo una vita sì di compromessi, ma in mezzo agli altri.

### XI episodio
Una delegazione di contadini composta da Clauberg ex Ding, Wolfram e Maracchione si presenta dal signor Klotz. Essi vogliono però parlare con Herdhitze, per cui Klotz si allontana ed esce di scena. Raccontano quindi un terribile fatto appena accaduto: Julian, entrato come sempre nel porcile per accoppiarsi ai maiali, è stato da loro divorato senza lasciare alcuna traccia. Herdhitze chiede se vi siano resti del ragazzo: non ve ne sono, e chiede loro il silenzio.

## Adattamenti
Dal dramma fu tratto il film Porcile di Pier Paolo Pasolini del 1969.